# Verucerfont
Verucerfont (GSK-561.679) là một loại thuốc được phát triển bởi GlaxoSmithKline hoạt động như một chất đối kháng CRF-1. Yếu tố giải phóng Corticotropin (CRF), còn được gọi là hormone giải phóng Corticotropin, là một hormone peptide nội sinh được giải phóng để đáp ứng với các tác nhân khác nhau như căng thẳng mãn tính, và kích hoạt hai thụ thể hormone giải phóng corticotropin CRH-1 và CRH-2. Điều này sau đó kích hoạt giải phóng corticotropin (ACTH), một loại hormone khác có liên quan đến phản ứng sinh lý đối với căng thẳng.
Verucerfont chặn thụ thể CRH-1, và do đó làm giảm giải phóng ACTH sau căng thẳng mãn tính. Nó đang được điều tra như là một điều trị tiềm năng cho chứng nghiện rượu, vì căng thẳng mãn tính thường là một yếu tố trong cả sự phát triển của chứng nghiện rượu và tái phát trong việc phục hồi người nghiện rượu. Nó đã cho thấy kết quả đầy hứa hẹn trong các nghiên cứu trên động vật nhưng chưa được thử nghiệm trên người.